# Монтгомери Бернс
Чарлс Монтгомери „Монти“ Бернс (енгл. Charles Montgomery "Monty" Burns), познат као господин Бернс, је измишљени лик у анимираној ТВ-серији Симпсонови. Глас му је посудио Хари Ширер. Бернс је зли власник спрингфилдске нуклеарне електране и шеф Хомеру Симпсону. Загађује околину и малтретира раднике, посебно Хомера којем не може да запамти име. Са Бернсом је скоро увек Вејлон Смитерс, његов верни помоћник, саветник и тајни обожавалац. 
Мистер Бернс је најбогатији и најмоћнији грађанин Спрингфилда и његово богатство се процењује на око 16,8 милијарди долара. Своју моћ и богатство Бернс редовно злоупотребљава, мада не увек намерно. Једном се чак кандидавао за гувернера.